# Hoplichthyidae
Gli Hoplichthyidae sono una famiglia di pesci ossei marini appartenenti all'ordine Scorpaeniformes.

## Distribuzione e habitat
Sono endemici dell'Indo-Pacifico tropicale e subtropicale. Sono assenti dal mar Mediterraneo. Vivono prevalentemente nel piano batiale a una profondità di qualche centinaio di metri (eccezionalmente fino a 1500 metri). Fanno vita bentonica.

## Descrizione
L'aspetto di questi pesci è caratteristico a causa della testa molto larga e appiattita seguita da un corpo allungato e snello. Sulla testa sono presenti numerose spine e creste ossee. Due pinne dorsali, la prima a raggi spinosi, breve, la seconda molle e lunga. La pinna anale è simile alla seconda dorsale, senza raggi spinosi. Le pinne pettorali hanno alcuni raggi inferiori liberi. Non hanno scaglie ma una serie di scudetti ossei spinosi lungo la linea laterale.
La taglia massima supera di poco i 40 cm.

## Specie
- Genere Hoplichthys
  - Hoplichthys acanthopleurus
  - Hoplichthys citrinus
  - Hoplichthys fasciatus
  - Hoplichthys filamentosus
  - Hoplichthys gilberti
  - Hoplichthys haswelli
  - Hoplichthys imamurai
  - Hoplichthys langsdorfii
  - Hoplichthys ogilbyi
  - Hoplichthys pectoralis
  - Hoplichthys platophrys
  - Hoplichthys regani
- Genere Monhoplichthys
  - Monhoplichthys prosemion[2]